# Sneslev
|  | Sneslev er også en bebyggelse i Førslev Sogn, se Sneslev (Næstved Kommune) |
Sneslev er en by på Midtsjælland med 418 indbyggere  (2024), beliggende 12 km nordvest for Haslev, 33 km vest for Køge og 8 km syd for Ringsted. Byen hører til Ringsted Kommune og ligger i Region Sjælland.
Sneslev hører til Sneslev Sogn, og Sneslev Kirke ligger ret ensomt i den sydlige ende af den langstrakte landevejsby.

## Faciliteter
Skolebørnene i Sneslev skoledistrikt blev i 2002 flyttet til Nordbakkeskolen i Nordrup. Sneslev har forsamlingshus, landbørnehave og Sneslev Idrætsforening, der tilbyder fodbold, billard og floorball.

## Glasmaleri
Glasmaleri af C.N. Overgaard fra 1898 i kirkens skib mod vest, "Kristi Daab"

## Historie
Køge-Ringsted Banen (1917-63) anlagde jernbanestation i Sneslev Sogn. Sneslev Station lå på åben mark 2 km nord for Sneslev Kirke, mellem landsbyerne Hjelmsømagle mod sydvest og Tvindelstrup mod nordøst.
Stationsbygningen er bevaret på Sneslev Stationsvej 17. Byen opstod omkring stationen, men hovedsagelig efter banens tid.